# Tokyo Rose

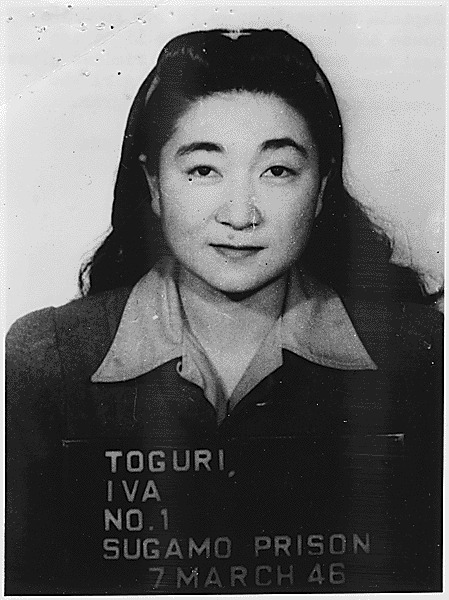
Iva Toguri chụp chính diện, Sugamo Prison - 7 tháng 3 năm 1946.

Tokyo Rose (hay còn được gọi là Tokio Rose) là cái tên chung của những lính Đồng Minh ở chiến trường Nam Thái Bình Dương trong Thế chiến II để chỉ tất cả những phát thanh viên tuyên truyền nữ Nhật Bản nói tiếng Anh. Mục đích của việc phát thanh là làm mất tinh thần lực lượng Đồng Minh tham chiến tại đây. Nhờ những tin đồn lan truyền trên các phương tiện truyền thông đại chúng, những bản tin của Tokyo Rose thường xuyên được các đơn vị trên không, thậm chí là những người lính nổi tiếng tìm nghe. Những dự đoán được Tokyo Rose đưa ra phần lớn không có căn cứ và thiếu chính xác, nhưng vẫn không có một văn bản nào hay ghi nhận nào của các lần phát sóng như vậy. Tuy vậy câu chuyện về Tokyo rất phổ biến trong Thế chiến II và phim ảnh đại chúng như trong phim Flags of Our Fathers. Tương tự cũng có những lời đồn xoay quanh các tên lóng Lord Haw-Haw và Axis Sally.

Cái tên "Tokyo Rose" cũng gắn liền với nhân vật Iva Toguri D'Aquino, người phát thanh viên mang tên "Orphan Ann" trong đoạn D.J. dài 15-20 phút trong chương trình "The Zero Hour" dài 75 phút trên đài Tokyo (NHK). Nội dung của chương trình về những bảng tin tuyên truyền châm biến và thành kiến đối với người Mỹ và có cả những bài hát phổ biến của Mỹ. Nhiều người đã tranh luận trong thời gian dài cho rằng những người phát thanh viên khác xứng đáng với danh tiếng này hơn Toguri. Những phát thanh viên khác bao gồm người Mỹ Ruth Hayakawa (người thay thế cho Iva vào cuối tuần), người Canada June Suyama ("Chim Sơn ca Nam Kinh") cũng phát thanh trên đài Radio, và Myrtle Lipton ("Little Margie") người phát thanh cho đài Manila do Nhật kiểm soát. Tuy nhiên, trong chiến tranh nhiều nhà báo và quan chức thuộc Nha Tình báo Phát thanh ngoại quốc xác định rằng Toguri là "Orphan Ann" cũng chính là nhân vật mà phần lớn những quân nhân Mỹ muốn nói tới khi đề cập đến cái tên Tokyo Rose nhưng họ cũng cho rằng huyền thoại về "'Tokyo Rose'" chỉ là ngụy tạo.

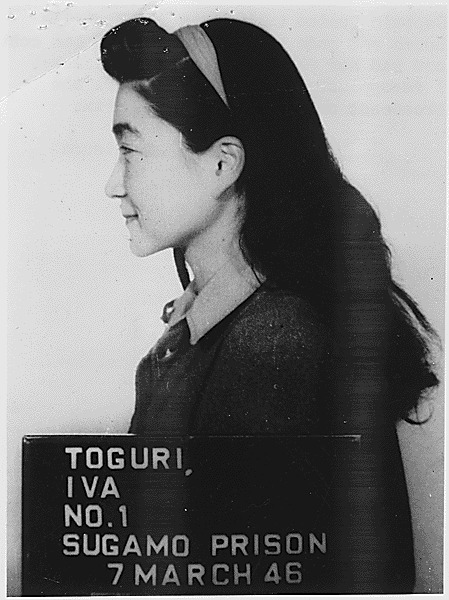
Hình chụp ngang Iva Toguri, nhà tù Sugamo--7 tháng 3 năm 1946.

## Tokyo Mose
"Tokyo Mose" là một từ lóng khác mà các quân nhân Mỹ dùng để chỉ Walter Kaner trên đài Lục quân Hoa Kỳ, nhằm đáp trả lại sự phát sóng của Tokyo Rose trong Thế chiến II. Ở Nhật, cái tên "Moshi, Moshi Ano-ne" dùng để ám chỉ ông được lặp lại nhiều lần trong giai điệu "London Bridge is Falling Down,". Cái tên này cũng phổ biến đối với trẻ em Nhật đến độ nó được các phương tiện truyền thông của Mỹ cũng như tờ báo quân đội Stars and Stripes, gọi nó là "Bài hát chủ đề chiếm đóng của Nhật Bản". Nhà báo Elsa Maxwell đã viết trên một bài báo và nói trên một buổi phát thanh vào năm 1946 rằng Kaner dường như đã trở thành "hơi thở quê nhà đối với hàng ngàn thanh niên không quen biết khi họ cô đơn ở chiến trường".

## Miêu tả trong phim ảnh và truyền thông
Tokyo Rose đã trở thành cảm hứng cho một bài hát, hai bộ phim và bốn bộ phim tài liệu:
- 1946: Bộ phim Tokyo Rose được đạo diễn bởi Lew Landers. Trong đó, Lotus Long đóng vai "Tokyo Rose" đã được tiểu thuyết hóa, và được miêu tả trên áp phích của phim như là "Người Nhật Bản quyến rũ và phản bội"[4]; Byron Barr đóng vai nam diễn viên chính, cố gắng giăng bẫy bắt người phát ngôn này và Blake Edwards đóng vai phụ.
- 1969: The Story of "Tokyo Rose", một phim tài liệu do hai hãng truyền thang CBS-TV và WGN hợp tác sản xuất do Bill Kurtis chỉ đạo.
- 1976: Tokyo Rose, một đoạn phim tài liệu do CBS-TV thực hiện dài 60 phút bởi Morley Safer và Imrel Harvath.
- 1985: "Tokyo Rose", một bài hát do nhóm nhạc người Canada Idle Eyes trình bày.
- 1995: U.S.A. vs. "Tokyo Rose", một bộ phim tài liệu không chuyên được làm bởi Antonio A. Montanari Jr., và được phân phối do Cinema Guild.
- 1995: Tokyo Rose: Victim of Propaganda, một bộ phim tài liệu tiểu sử do A&E thực hiện bởi Peter Graves, có thể xem tại VHS (AAE-14023).
- 2002: Tokyo Rose là đề tài của vở kịch Burning Vision, do nhà viết kịch Marie Clements soạn thảo nói về lịch sử khai thác radium và uranium ở miền Bắc Canada.
- 2008:  bộ phim Tokyo Rose được nhà sản xuất phim Darkwoods Productions tài trợ, là bộ phim hoàn chỉnh nói về cuộc đời của Iva Toguri, đạo diễn bởi Frank Darabont. Và Christopher Hampton là nhà viết kịch bản cho Tokyo Rose.

In 2004, diễn viên George Takei thông báo ông đang làm bộ phim với tựa đề Tokyo Rose, American Patriot, nói về hoạt động của Toguri trong chiến tranh.
Năm 1958, trong bộ phim Run Silent, Run Deep, có cảnh toàn bộ thủy thủ đoàn bên trong tàu ngầm đang nghe phát thanh viên Tokyo Rose từ máy radio của tàu.
Trong một cảnh phim năm 2006 tựa đề Flags of Our Fathers xuất hiện cảnh quân nhân Mỹ đang nghe radio được cho là của "Tokyo Rose" do "Orphan Ann" phát đi nhằm làm cho khán giả tin vào độ chân thực của phim, nhưng những tài liệu lịch sử cho thấy đây là một điều vô lý.